# Walter Taieb
Walter Taieb   (París, 13 de febrer de 1973) és un productor, compositor, compositor i director de música francès.
A mitjan dècada de 1990, Taieb va formar part del grup de música The Original, que va obtenir un èxit en 1995 amb "I Luv U Baby". Taieb és el compositor de The Alchemist's Symphony junt amb el professor de la "Juilliard" Philip Lasser (1997). Va estudiar direcció amb Rolf Reuter a Berlín.